# Fort du Sault Saint-Louis
Le fort du Sault Saint-Louis est un fort construit en 1725 pour protéger les Iroquois qui s'étaient converti au catholicisme. Il fait partie des lieux historiques nationaux du Canada. Il est situé sur le chemin River Front à Kahnawake, au Québec, à l'intérieur de la réserve Mohawk de Kahnawake.

## Description
Selon le Répertoire canadien des lieux patrimoniaux : « Le lieu est délimité par trois sections de mur exposées des fortifications d’origine datant du début du XVIIIe siècle qui sont d’environ trois mètres de haut et agrémentés de deux bastions orientés nord-ouest et sud-ouest. Le mur d’origine est des fortifications n’est désormais plus visible. Les lieux historiques nationaux du Canada de la Mission-de-Caughnawaga et du Presbytère-de-la-Mission-de-Caughnawaga sont situés dans la section nord-est du fort. La désignation officielle s’applique au fort sur son tracé au sol. »
Les vestiges du fort sont situés près du presbytère et de l'église de la Mission Saint-François-Xavier. L'enceinte de la mission représente un exemple de fortifications sous le Régime français. 

## Histoire
« Des missionnaires jésuites fondent la Mission de Caughnawaga dans la colonie française de La Prairie pour les Iroquois chrétiens en 1667. Cependant, la mission est déplacée plusieurs fois avant de se fixer à Kahnawake, et ce, pour des raisons économiques : les méthodes agricoles des Iroquois entraînant l’appauvrissement des sols, ceux-ci doivent déplacer leur village tous les 10 à 15 ans. »
« La présence d’un village iroquois rend encore plus importante la construction de fortifications à Kahnawake. Bien qu’on ait proposé la construction d’un fort à cet endroit depuis 1720, ce n’est qu’en 1725 qu’une palissade de bois est érigée pour servir à la défense du village et de la mission. En 1747, une guerre semblant imminente, la palissade de bois est partiellement remplacée par une fortification en pierre. » Un logement des officiers, un corps de garde et une poudrière sont également ajoutés. Une garnison s'installe au fort sous le commandement de M. de la Valtrie.
En 1845, une église est construite et prend le nom de Saint-François-Xavier. En 1972, le tombeau de la sainte amérindienne Kateri Tekakwitha est installé dans l'église et devient le sanctuaire de Kateri après sa béatification. On retrouve également dans cette église un grand crucifix en hommage aux 35 ouvriers de Kahnawake qui trouvèrent la mort en 1907 dans l'effondrement du pont de Québec.

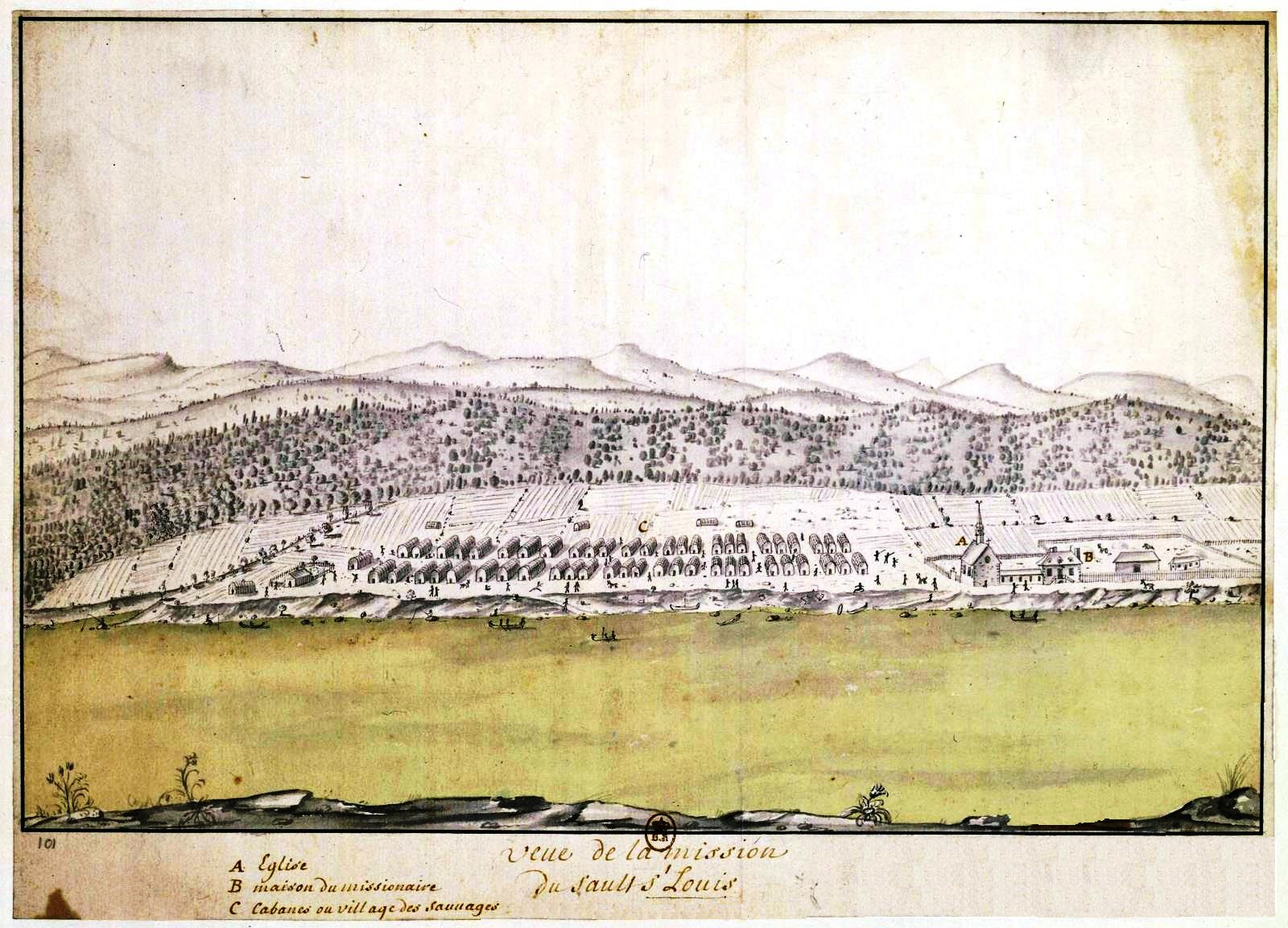
Mission du Sault St Louis vers 1670
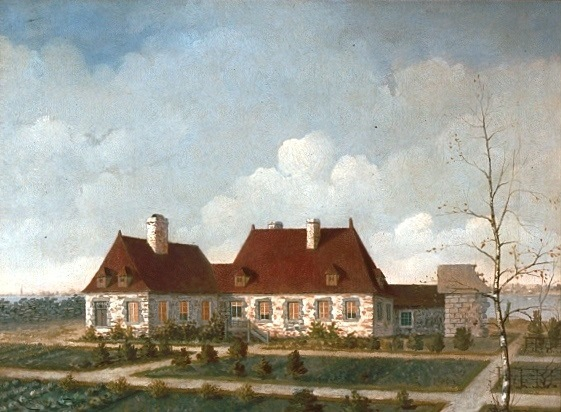
Fort Sault-Saint-Louis, Henry Richard S. Bunnett, 1885
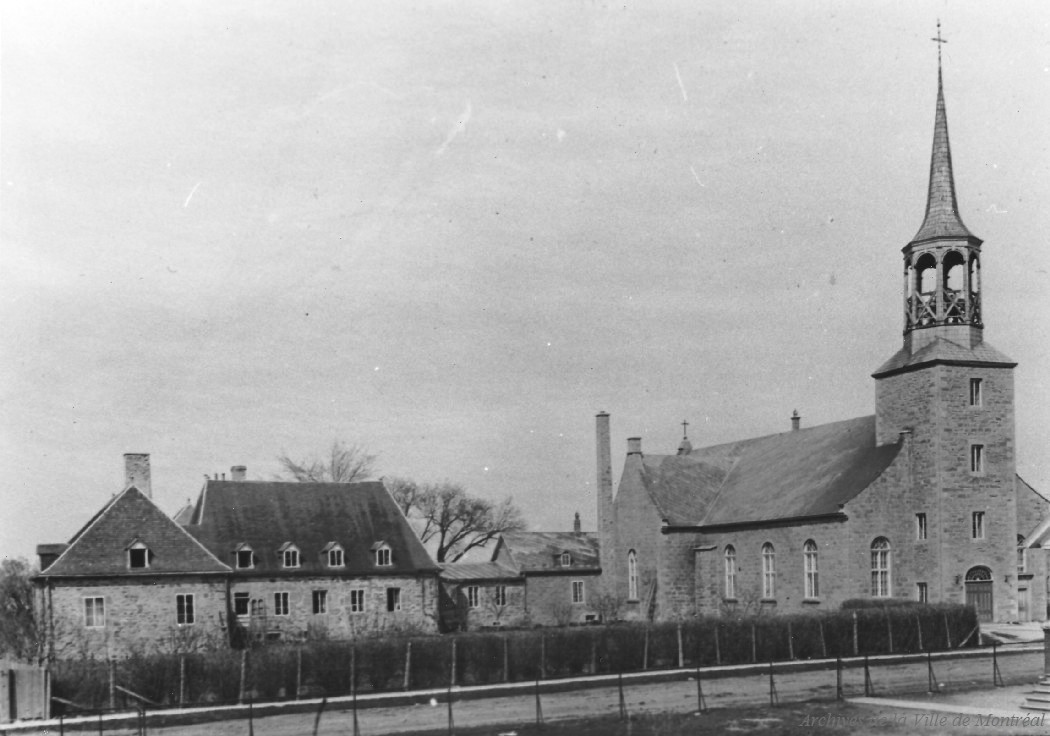
Presbytère et église de la Mission Saint-François-Xavier

## Source
- Alain Côté, « Mission Saint-François-Xavier », Un patrimoine incontournable, Commission des biens culturels, no 1,‎ août 2000, p. 18-19.